# Cansada de besar sapos
Cansada de besar sapos es una película mexicana de comedia romántica de 2006 dirigida por Jorge Colón. Está protagonizada por Ana Serradilla y Juan Manuel Bernal, a quienes les siguen José María de Tavira, Ana Layevska, Mónica Huarte, Miguel Rodarte, Carlos de la Mota, Pedro Damián e Itatí Cantoral, entre otros. Su historia sigue a una diseñadora de interiores, quien producto del desaire amoroso que le lleva a separarse de su pareja, decide volverse una hombreriega, lo que la conduce a iniciar una nueva relación.
Fue producida por Bazooka Films en coproducción con Miravista y Santo Domingo Films y en asociación con Talent Agency Unlimited y Elisa Salinas, Corp., con el apoyo del Fondo de Inversión y Estímulos al Cine (Fidecine) del Instituto Mexicano de Cinematografía (Imcine). Su guion fue escrito por el cineasta Joaquín Bissner en conjunto con Isabel Guerrero, Manuel Huici y Christopher Hool, a partir de un argumento escrito por Bissner, quien desarrolló la idea original. Christopher Hool e Inna Payán actuaron como productores de la cinta, con la empresaria Elisa Salinas como coproductora. El cinematógrafo Jaime Reynoso quedó a cargo de la dirección de fotografía de la cinta. Santiago Ojeda compuso el score.
Se estrenó en México el 20 de diciembre de 2006, bajo la distribución de Buena Vista International.

## Argumento
La historia cuenta el retrato de Martha (Ana Serradilla), una joven y atractiva diseñadora de interiores de 27 años que como cualquier mujer sueña con encontrar a su hombre perfecto, a su príncipe azul. Pero por el momento, está harta de las infidelidades de su novio Roberto (Juan Manuel Bernal), así que decide pagarle con la misma moneda, escuchando los consejos de su mejor amiga y vecina (Ana Layevska) y los de la gran dama, Paquita la del Barrio, para procurarse un buen número de galanes (cada uno más tonto que el anterior), culminar en el arrepentimiento moral y concluir que sin amor una mujer es poca cosa, antes de lanzarse a los brazos de un hombre bueno (José María de Tavira).
Este largometraje de Jorge Colón es un vehículo humorístico para el lucimiento de sus estrellas. El guion, basado en un cuento de Joaquín Bissner, combina las ocurrencias de oficina, la moda de los contactos eróticos por chat o la comedia romántica, para describir la transformación de Martha de novia modelo a infiel.

## Reparto
- Ana Serradilla: Martha
- José María de Tavira: Xavier
- Juan Manuel Bernal: Roberto
- Carlos de la Mota: Miguel El Mammer
- Itatí Cantoral: Ceci
- Pedro Damián: Polo
- Antonio Gaona: Tizoc
- Alberto Guerra: Carlos
- Mónica Huarte: Daniela
- Penelope Kaufer: Stripper
- Ana Layevska: Andy
- Alicia Machado: Cassandra
- Mildred Motta
- Miguel Rodarte: Joaquín
- Salvador Zerboni
- Julio Bracho: Rafael

## Banda sonora
1. «Falso amor» - Alejandra Guzmán
2. «Sólo para ti» - Camila
3. «Cosa de dos» - La Quinta Estación
4. «Perdón» - Pambo
5. «Walking Dream» - Natalie Walker
6. «Me cuesta tanto olvidarte» - Mecano
7. «Mi Credo» - K-Paz de la Sierra
8. «Porque brillamos» - Bacilos
9. «Te estás equivocando» - Gecko Turner
10. «She´s dancing» - Brian Kelly
11. «Circles» - Natalie Walker
12. «U Got My Love» - Camila
13. «Tus ojos» - Manuela Mejía